# Chi Cam thảo
Chi Cam thảo (danh pháp khoa học: Glycyrrhiza) là một chi thực vật có hoa trong họ Đậu.

## Từ nguyên
Tên chi bắt nguồn từ tiếng Hy Lạp γλυκός (glykós) nghĩa là ngọt và ῥῐ́ζᾰ (rhíza) nghĩa là rễ, để nói tới rễ có vị ngọt của các loài trong chi này.

## Mô tả
Cây thảo lâu năm hoặc cây bụi nhỏ. Rễ và thân rễ rất phát triển. Thân thẳng đứng, nhiều cành. Lá kép lẻ, 3 hoặc 5 tới 17 lá chét; lá kèm 2, rời, sớm rụng hoặc bền; lá chét nguyên hoặc có răng cưa nhỏ. Cành hoa ở nách lá; lá bắc sớm rụng. Đài hoa hình chuông hoặc hình trụ, 5 răng, hơi 2 môi. Tràng hoa trắng, vàng, tía hoặc tía-đỏ; cánh cờ có vuốt ngắn; các cánh bên ngắn hơn cánh cờ, thuôn dài hơi lệch; cánh lưng hợp lại. Nhị hai bó hoặc một bó. Bầu nhụy không cuống, 2-10 noãn. Quả đậu hình trứng, thuôn dài hoặc thẳng, hiếm khi hình chuỗi, thẳng hoặc cong, phẳng hoặc phồng, có gai hiếm khi nhẵn, nứt hoặc không nứt. Hạt hình thận hoặc hình cầu.

## Các loài
Chi này chứa khoảng 17-20 loài, với sự phân bố rộng khắp ở châu Á, Australia, châu Âu và châu Mỹ. Các loài hiện được công nhận bao gồm:
- Glycyrrhiza acanthocarpa (Lindl.) J.M.Black, 1919. Đông và nam Australia.
- Glycyrrhiza aspera Pall., 1771: Từ miền nam Nga phần thuộc châu Âu tới tây bắc Trung Quốc (Cam Túc, Nội Mông, Tân Cương, Thanh Hải, Thiểm Tây), Afghanistan, Armenia, Azerbaijan, Gruzia, Iran, Kazakhstan, Kirgizstan, Lebanon, Mông Cổ, Syria, Tajikistan, Thổ Nhĩ Kỳ, Turkmenistan, Uzbekistan
- Glycyrrhiza astragalina Gillies ex Hook. & Arn., 1833: Argentina, miền trung Chile.
- Glycyrrhiza asymmetrica Hub.-Mor., 1965: Miền nam Thổ Nhĩ Kỳ.
- Glycyrrhiza bucharica Regel, 1884: Đông bắc Afghanistan, Tajikistan, Turkmenistan, Uzbekistan.
- Glycyrrhiza echinata L., 1753: Armenia, Azerbaijan, Bắc Macedonia, Bosna và Hercegovina, Bulgaria, Croatia, Gruzia, Hungary, Hy Lạp (gồm cả các đảo Đông Aegea), Iran, Kazakhstan, Kosovo, Lebanon, Montenegro, Nga (phần thuộc châu Âu và Krym), Palestine, Romania, Serbia, Slovenia, Syria, Thổ Nhĩ Kỳ, Turkmenistan, Ukraina.
- Glycyrrhiza foetida Desf., 1799: Algeria, Morocco, miền nam Tây Ban Nha, Tunisia.
- Glycyrrhiza glabra L., 1753: Cam thảo. Từ miền trung bắc Địa Trung Hải tới Mông Cổ, miền bắc Trung Quốc, Pakistan, Saudi Arabia. Du nhập vào tây nam châu Âu, Trung Âu, Bắc Phi, Bangladesh, Australia, Nam Phi, Việt Nam.
- Glycyrrhiza gontscharovii Maslenn., 1940: Tajikistan (dãy núi Pamir).
- Glycyrrhiza inflata Batalin, 1891: Mông Cổ, miền bắc Trung Quốc,
- Glycyrrhiza lepidota Pursh, 1813: Cam thảo Mỹ. Canada, Hoa Kỳ, đông bắc Mexico.
- Glycyrrhiza pallidiflora Maxim., 1859: Cam thảo quả gai. Mông Cổ, Viễn Đông Nga, Trung Quốc. Du nhập vào bán đảo Triều Tiên.
- Glycyrrhiza squamulosa Franch., 1884: Cam thảo quả tròn. Mông Cổ, miền bắc Trung Quốc.
- Glycyrrhiza triphylla Fisch. & C.A.Mey., 1835: Afghanistan, Iran, Kazakhstan, Pakistan, Turkmenistan, Uzbekistan.
- Glycyrrhiza uralensis Fisch. ex DC., 1825: Cam thảo bắc. Afghanistan, Kazakhstan, Kirgizstan, Mông Cổ, Nga (từ tây bắc và tây nam tới Tây Siberi, Tuva, Buriatia), Pakistan, Tajikistan, miền bắc Trung Quốc.
- Glycyrrhiza yunnanensis S.H.Cheng & L.K.Tai ex P.C.Li, 1984: Vân Nam.
- Glycyrrhiza zaissanica Serg, 1933: Trung Á tới Tân Cương.